# Isaac-Joseph Berruyer
Isaac-Joseph Berruyer S.J. (fr; 7 de novembro de 1681, Rouen – 18 de fevereiro de 1758, Paris) foi um historiador jesuíta francês. Ingressou na Companhia de Jesus em 1697. É mais famoso por sua obra História do Povo de Deus, publicada em três partes.

## Obras
A primeira parte de sua História tem o título Histoire du peuple de Dieu depuis son origine jusqu'à la venue du Messie (7 vols., Paris, 1728). Uma edição revisada e ampliada desta foi publicada em Paris em 1733. Em seguida veio (Paris, 1734), um suplemento, contendo uma continuação das profecias do Antigo Testamento, a História de Jó, mapas necessários para compreender a história sagrada, etc. Em 1736 já haviam sido publicadas sete edições da obra. Foi traduzida para o alemão, italiano, espanhol e polonês.
A segunda parte de sua História foi publicada, também em Paris, em 1753 sob o título Histoire du peuple de Dieu depuis la naissance du Messie jusqu'à la fin de la Synagogue. Em 1754 apareceu uma édition plus exacte em Antuérpia (8 vols.) e em 1755, em Paris, ainda outra edição (4 vols.). Esta última continha cinco questões: (1) Sobre Cristo, o objeto das escrituras; (2) Sobre Cristo, o Filho de Deus; (3) Sobre Cristo, o Filho do Homem; (4) Sobre Cristo, o fundador de uma nova religião; (5) Sobre a Apresentação de Jesus no Templo e a Purificação da Bem-aventurada Virgem Maria. Segundo Augustin de Backer, esta segunda parte da História foi publicada sem o conhecimento e contra a vontade dos superiores da casa jesuíta em Paris. Berruyer assinou apenas um pequeno número de cópias desta publicação.
A terceira parte, intitulada Histoire du peuple de Dieu, ou paraphrase des Épitres des Apôtres (2 vols., Lyon, 1757), provocou um alvoroço e alguma controvérsia amarga. A liberdade com que descreveu certos fatos foi considerada inadequada. Sérias críticas foram feitas ao autor por dar a partes da narrativa sagrada o ar de romance em vez de história sóbria. Algumas proposições por ele apresentadas foram interpretadas como favoráveis ao Nestorianismo. Mas, acima de tudo, Berruyer foi acusado de seguir as opiniões de Jean Hardouin.
A obra foi condenada por muitos bispos da França, pelos superiores da Companhia, pela Sorbonne e pelo Parlamento de Paris. A primeira parte foi colocada no Index Librorum Prohibitorum, 27 de maio de 1732; a segunda parte, 3 de dezembro de 1754, e por um Breve de Bento XIV, 17 de fevereiro de 1758; a terceira parte 24 de abril de 1758, e por um Breve de Clemente XIII, 2 de dezembro de 1758. (Ver Index Librorum Prohibitorum, Roma, 1900, 62). Uma edição corrigida da primeira parte, aprovada pelos Censores Romanos, foi publicada em Besançon em 1828.